# Tierras del Burgo
Die Comarca Tierras del Burgo ist eine der zwölf Comarcas in der Provinz Soria der autonomen Gemeinschaft Kastilien und León.
Sie umfasst 29 Gemeinden auf einer Fläche von 2.172,77 km² mit dem Hauptort Burgo de Osma-Ciudad de Osma.

## Gemeinden
| Gemeinde                        | Einwohner (2024) | Fläche km² | Dichte Einw./km² | Cod INE | Postleitzahl |
| ------------------------------- | ---------------- | ---------- | ---------------- | ------- | ------------ |
| Alcubilla de Avellaneda         | 107              | 60,56      | 2                | 42007   | 42351        |
| Blacos                          | 38               | 17,56      | 2                | 42036   | 42193        |
| El Burgo de Osma-Ciudad de Osma | 5.204            | 289,35     | 18               | 42043   | 42318        |
| Calatañazor                     | 43               | 64,82      | 1                | 42046   | 42193        |
| Caracena                        | 14               | 18,15      | 1                | 42052   | 42311        |
| Carrascosa de Abajo             | 18               | 23,55      | 1                | 42053   | 42311        |
| Castillejo de Robledo           | 95               | 52,98      | 2                | 42058   | 42328        |
| Espeja de San Marcelino         | 151              | 72,54      | 2                | 42080   | 42142        |
| Espejón                         | 128              | 21,97      | 6                | 42081   | 42142        |
| Fresno de Caracena              | 19               | 16,78      | 1                | 42084   | 42311        |
| Fuentearmegil                   | 150              | 60,54      | 2                | 42085   | 42141        |
| Fuentecambrón                   | 32               | 48,64      | 1                | 42086   | 42342        |
| Gormaz                          | 26               | 15,72      | 2                | 42097   | 42313        |
| Langa de Duero                  | 716              | 189,91     | 4                | 42103   | 42320        |
| Liceras                         | 49               | 24,39      | 2                | 42105   | 42341        |
| Miño de San Esteban             | 40               | 48,89      | 1                | 42116   | 42328        |
| Montejo de Tiermes              | 140              | 167,27     | 1                | 42120   | 42341        |
| Nafría de Ucero                 | 36               | 36,56      | 1                | 42127   | 42141        |
| Quintanas de Gormaz             | 127              | 29,96      | 4                | 42145   | 42313        |
| Recuerda                        | 62               | 67,31      | 1                | 42152   | 42313        |
| Retortillo de Soria             | 130              | 172,77     | 1                | 42155   | 42315        |
| Rioseco de Soria                | 123              | 50,02      | 2                | 42158   | 42193        |
| San Esteban de Gormaz           | 2.935            | 406,71     | 7                | 42162   | 42330        |
| Santa María de las Hoyas        | 113              | 45,41      | 2                | 42168   | 42141        |
| Torreblacos                     | 26               | 17,46      | 1                | 42185   | 42193        |
| Ucero                           | 91               | 17,13      | 5                | 42189   | 42317        |
| Valdemaluque                    | 137              | 62,98      | 2                | 42194   | 42318        |
| Valdenebro                      | 94               | 51,41      | 2                | 42195   | 42313        |
| Villanueva de Gormaz            | 8                | 21,43      | 0                | 42206   | 42311        |
| Comarca Tierras del Burgo       | 10.852           | 2.172,77   | 5                | –       | –            |